# Saddam Hussein
Saddam Hussein Abd al-Majid al-Tikriti (født 28. april 1937, død 30. december 2006) var Iraks præsident og diktator fra 16. juli 1979 til 9. april 2003, hvor han blev afsat under Irakkrigen. Som leder af Irak og leder af Ba'ath-partiet var han tilhænger af panarabisme, økonomisk modernisering og arabisk socialisme.
Han var suppleant under sin fætter Ahmed Hassan al-Bakr og efterfulgte ham som præsident. Selvom der blev afholdt valg med jævne mellemrum under Saddams styre, blev irakerne truet, hvis de undlod at stemme eller ikke stemte på Saddam. Derfor er det den almindelige opfattelse, at han var diktator. I hans tid som leder blev Iran-Irak-krigen (1980–1988) og Golfkrigen (1991) udkæmpet.
Saddam Husseins styre blev styrtet som følge af en amerikansk ledet invasion af Irak i 2003, og han blev fanget af amerikanske soldater i Irak den 13. december 2003. I 2004 blev han overdraget til de irakiske myndigheder og anklaget for bl.a. forbrydelser mod menneskeheden ved en irakisk særdomstol og den 5. november 2006 dømt til døden ved hængning. Denne dom blev den 26. december 2006 stadfæstet af Iraks højeste appelret, som samtidig afgjorde, at henrettelsen skulle finde sted indenfor 30 dage.
Saddam Hussein blev henrettet ved hængning den 30. december 2006 kl. 05:57 lokal tid i Bagdad.

## Barndom
Saddam Hussein blev født i byen Al-Awja, 13 km fra den irakiske by Tikrit i Sunnitrekanten i en familie, der arbejdede som fårehyrder. Hans mor, Subha Tulfah al-Mussallat, gav sin nyfødte søn navnet "Saddam", som på arabisk betyder "Den, der konfronterer". Han lærte aldrig sin far, Hussein 'Abd al-Majid, at kende, fordi han forsvandt seks måneder, før Saddam blev født. Kort tid efter døde Saddams 13 år gamle bror af kræft, hvilket gav hans mor en depression i de sidste måneder af hendes graviditet. Spædbarnet Saddam blev sendt til sin morbrors familie, Khairallah Talfah, indtil han var tre.
Hans mor blev gift igen, og det ægteskab gav Saddam tre halvbrødre. Hans stedfar, Ibrahim al-Hassan, var ubehagelig overfor Saddam, da han kom tilbage til sin mor. Da han var 10 år gammel, flygtede Saddam fra familien og vendte tilbage til Bagdad, hvor han boede hos sin morbror, Khairallah Tulfah. Tulfah, der er far til Saddams kommende kone, var praktiserende sunnimuslim. Senere i livet blev slægtninge fra Tikrit nogle af hans nærmeste rådgivere og støtter. Ifølge Saddam lærte han mange ting fra sin morbror, der var en militant irakisk nationalist. Han gik på en nationalistisk skole i Bagdad. I 1957, 20 år gammel, blev Saddam medlem af det revolutionære pan-Arabiske Ba'ath-parti, som hans morbror støttede.
Den populistiske pan-arabiske nationalisme som egyptiske Gamal Abdel Nasser stod for, gjorde stort indtryk på den unge Saddam. Nassers magtovertagelse i Egypten var begyndelsen til en bølge af revolutioner i Mellemøsten i 1950'erne og 1960'erne, der medførte faldet af monarkierne i Irak, Egypten og Libyen. Nasser udfordrede Storbritannien og Frankrig ved at nationalisere Suez-kanalen, og han forsøgte at modernisere Egypten og forene den arabiske verden politisk.
I 1958, året efter at Saddam var blevet medlem af Ba'ath-partiet, blev kong Faisal 2. af Irak væltet af militæret under ledelse af general Abdul Karim Qassim. Ba'ath-partiet var imod den nye regering, og i 1959 var Saddam involveret i et USA-støttet forsøg på at myrde Qassim.
Saddam blev skudt i benet, men undslap til Tikrit. Derefter tog han til Syrien og videre til Beirut og endte i Cairo.
Han blev dømt til døden in absentia. Saddam studerede jura på Cairo Universitet, mens han var i eksil.

## Vejen til magten
Da USA under den kolde krig var bekymret for general Abdul Karim Qassims forbindelser til kommunisterne, støttede CIA Ba'ath-partiet og andre modstandere af Qassim. Officerer fra hæren med forbindelser til Ba'ath-partiet styrtede Qassim i et kup i 1963, og medlemmer af Ba'ath-partiet kom i regeringen, og Saddam vendte hjem til Irak fra sit eksil i Egypten. Men senere samme år begyndte Iraks nye præsident Abdul Salam Arif at arrestere medlemmer af Ba'ath-partiet, og i 1964 kom Saddam også i fængsel i Irak. Lige inden Saddam blev fængslet og indtil 1968 var han partisekretær for Ba'ath-partiet. 
Saddam flygtede fra fængslet i 1967. I 1968 deltog han i et ublodigt kup, der blev ført an af Ahmad Hassan al-Bakr, og som væltede Abdul Rahman Arif. Al-Bakr blev præsident, og Saddam blev hans suppleant.

## Politisk virke
Som student blev han medlem af Ba'ath-partiet. I 1968 deltog Hussein i organiseringen af et statskup i Irak, der bragte partiet til magten. I juli 1979 lykkedes det Hussein at blive Iraks præsident. Han var Iraks præsident fra 1979-1991 og igen fra 1994 til 2003, da en koalition af invasionsstyrker under amerikansk ledelse indtog landet og overtog magten. 
Saddam Hussein blev den 13. december 2003 taget til fange af amerikanske styrker ved Tikrit.
Mens mange i den vestlige verden så Saddam Hussein som en despot, blev der set op til ham i en del af den arabiske verden for hans støtte til pan-arabismen og palæstinenserne specielt. Husseins principfaste afvisning af amerikansk pres blev også bemærket i andre arabiske lande. Saddam Hussein spillede en stor rolle i den økonomiske modernisering af Irak, der gjorde landet til det højest udviklede i regionen. Uddannelsesniveauet steg under Husseins tid og var ved hans tilfangetagelse på et mellemniveau, ikke kun i arabisk målestok.

## Forbrydelser mod menneskeheden
Parallelt med krigen mod Iran 1980-88 gennemførte Saddam en nådesløs undertrykkelse af en mulig intern opposition. Shiitiske religiøse ledere, som nægtede at underkaste sig, blev brutalt myrdet. Mange tusinde blev arresteret og tortureret.
Særlig brutalitet blev brugt mod kurderne i det nordlige Irak. Den såkaldte al Anfal-kampagne omfattede fysisk udslettelse af mange tusinde landsbyer og massakrer på hundredtusinder af mennesker. Efter al Anfal-kampagnen menes det, at 182.000 mennesker er forsvundet. Flest, overvejende mænd, blev henrettet i ørkener i Vest- og Sydvestirak. Jordiske rester af kvinder og børn er også blevet fundet i massegrave. 
Der blev også brugt kemiske våben til at udslette hele landsbyer. Mest berygtet er giftgasangrebet på den kurdiske by Halabja, som resulterede i omkring 5000 døde og mange tusinde med alvorlige kemiske skader.
Efter golfkrigen blev titusinder af soldater og civile fra bl.a. Basra, Al-Hillah og de kurdiske områder dræbt og senere fundet i massegrave.

## Retssagen
Den 30. juni 2004 blev Saddam Hussein og elleve andre højtstående medlemmer af Ba'ath-partiet juridisk overgivet til Iraks overgangsregering, så de kunne blive anklaget for krigsforbrydelser, forbrydelser mod menneskeheden og folkedrab. Få uger efter blev han anklaget for forbrydelser begået mod indbyggerne i Dujail i 1982 efter et mislykket attentatforsøg mod ham. Særligt var det drabet af 148 mennesker, tortur af kvinder og børn og ulovlig anholdelse af 399 andre.
Den 5. november 2006 blev Saddam Hussein fundet skyldig i forbrydelser mod menneskeheden og blev dømt til døden ved hængning.

## Henrettelsen
Saddam Hussein blev hængt den 30. december 2006 kl. 05:57 lokal tid . Henrettelsen foregik i en sikret militærbase, Camp Al-Adala i bydelen Kazimain, der ligger i det nordøstlige Bagdad. Basen hed tidligere Camp Banzai og har ry for at være benyttet til tortur og mord på tusinder af mennesker under Saddams styre. Saddam blev henrettet alene og ikke sammen med sine ligeledes dødsdømte medarbejdere Barzan Ibrahim al-Tikriti og Awad Hamed al-Bandar, hvilke var bestemt til at blive henrettet efter Eid ul-Adha-helligdagene., men pga. ubekræftede årsager blev de først henrettet ved hængning d.15 Januar, 2007. 
Han var iført det sorte tøj, som han ofte bar under retssagen, og han nægtede at lade sit hoved være dækket af en hætte. Før han blev hængt, blev en islamisk bøn læst for ham, som han gentog. Henrettelsen blev filmet, men kun optagelser umiddelbart inden selve henrettelsen og optagelser af hans lig efter henrettelsen er blevet frigivet. Det var ikke meningen, at hele henrettelsen skulle filmes, men en regeringsrepræsentant optog det hele på en mobiltelefon, han havde smuglet ind i lokalet. Den ulovlige optagelse var i modsætning til den officielle optagelse med lyd, og man kunne høre, at der blev råbt ydmygende kommentarer til Saddam, inden han døde.
Saddam Hussein blev begravet i sin fødeby Al-Awja ved Tikrit, Irak, ca. to kilometer fra stedet, hvor hans to sønner Uday og Qusay Hussein er begravet, den 31. december 2006 klokken 4 lokal tid.

## Familie
Saddam var polygamist. Han blev gift med kusinen Sajida Talfah i 1963. Sajida er datter af Khairallah Talfah, der var Husseins morbror og mentor. Sammen fik de to sønner, Uday og Qusay, og tre døtre, Rana, Raghad og Hala.
I 1986 blev han gift med Samira Shahbandar, og i 1990 blev han gift med Nidal al-Hamdani. Angiveligt blev han i 2002 også gift med Wafa el-Mullah al-Howeish men det er ikke endegyldigt bevist.